# Хорнасек, Джефф
Дже́ффри Джон Хо́рнасек (англ. Jeffrey John Hornacek; 3 мая 1963 года Элмхерст, Иллинойс) — американский профессиональный баскетболист и тренер, выступавший в Национальной баскетбольной ассоциации за команды «Финикс Санз», «Филадельфия Севенти Сиксерс» и «Юта Джаз», двукратный победитель конкурса трёхочковых бросков НБА. В последнее время работал главным тренером «Нью-Йорк Никс».

## Колледж
Джефф не получил стипендии ни от одного колледжа после своих выступлений за школьную команду и поступил в Университет штата Айова. Несмотря на это, он оставил большой след в спортивной истории учреждения. С 1982 по 1986 Хорнасек был основным разыгрывающим университетской команды и сделал рекордные 665 передач при 1313 очках. В подтверждение этого «Айова Стэйт Сайклонс» закрепила за ним № 14. После сезона 1985/86 Джефф Хорнасек выставил свою кандидатуру на будущий драфт.

## Профессиональная карьера
В итоге Хорнасека в конце второго раунда драфта выбирают «Финикс Санз» под 46 общим номером, право на который несколько раз обменивалось при сделках. В первых двух сезонах «Санз» не проходили в плей-офф НБА, а Джефф, получая всё больше времени на площадке, постепенно становится основным разыгрывающим после ухода из команды Джея Хамфриса. С сезона 1988/89 в «Финикс» пришёл новый главный тренер Коттон Фицсиммонс, который уже работал с командой в начале своей тренерской карьеры. Также завершил выступления многолетний лидер команды Элван Адамс, а на его место пришёл Том Чамберс и выбранный на драфте Дэн Марли. Хорнасек же за сезон набирает более тысячи очков (13,5 в среднем за игру), а «Финикс Санз» выходят в плей-офф. В играх на вылет команда легко разбирается с «Денвер Наггетс» и «Голден Стэйт Уорриорз», однако проигрывает в финале Конференции «Лос-Анджелес Лейкерс», проиграв все четыре игры серии. В следующем сезоне «Санз» также добираются до финала Конференции, обыграв на пути «Лейкерс», однако также проигрывают в нём уже «Портленд Трэйл Блэйзерс». Джефф Хорнасек становится третьим по результативности в команде с 17,6 очка и 5 передачами в среднем за матч.
В двух последующих сезонах команда под руководством Фицсиммонса всё также вылетала на ранних стадиях плей-офф и после своего шестого и наиболее успешного сезона в НБА (20,1 очка, 5,1 передачи, 5 подборов и 2 перехвата за игру в среднем и 11 очков в единственном Матче всех звёзд) Хорнасек был обменян в «Филадельфию Севети Сиксерс» вместе с Эндрю Лэнгом и Тимом Перри на Чарльза Барли перед сезоном 1992/93. Несмотря на хорошую личную статистику Хорнасека (19,1 очка и высшие за карьеру 6,9 передачи в среднем за игру), «Филадельфия 76» как и в первом, так и во втором неполном для Джеффа сезоне оказывались одними из худших в лиге.
В итоге 29 февраля 1994 года Хорнасека обменяли в «Юта Джаз» на Джефф Мэлоун и он присоединился к команде Карла Мэлоуна и Джона Стоктона. На протяжении неполных семи сезонов в «Юте», Хорнасек стал важным звеном команды, которая каждый год пробивалась в плей-офф и дважды проигрывала в финале НБА «Чикаго Буллз». Ему также принадлежат несколько рекордов по сериям из точных трёхочковых и штрафных бросков и проценту попадания (в среднем за карьеру 87,7 %). Так в последнем своём сезоне Хорнасек реализовал 171 из 180-ти штрафных (95 %), а также во второй раз подряд (в 1999 году Уик-энд всех звёзд не проводился из-за локаута) выиграл конкурс НБА по трёхочковым броскам.

## Работа в качестве тренера
В связи с травмой колена Джеффу пришлось завершить профессиональные выступления после сезона 1999/00. «Юта Джаз» вывела из оборота № 14, под которым играл Джефф Хорнасек, а с сезона 2007/2008 он стал работать помощником тренера команды.
С 28 мая 2013 года по 1 февраля 2016 года работал главным тренером «Финикс Санз». 2 июня 2016 года было объявлено, что Хорнасек назначен главным тренером «Нью-Йорк Никс».

## Статистика

### Статистика в НБА
| Сезон                                                                                    | Команда     | Регулярный сезон | Регулярный сезон | Регулярный сезон | Регулярный сезон | Регулярный сезон | Регулярный сезон | Регулярный сезон | Регулярный сезон | Регулярный сезон | Регулярный сезон | Регулярный сезон | Серия плей-офф | Серия плей-офф | Серия плей-офф | Серия плей-офф | Серия плей-офф | Серия плей-офф | Серия плей-офф | Серия плей-офф | Серия плей-офф | Серия плей-офф | Серия плей-офф |
| Сезон                                                                                    | Команда     | GP               | GS               | MPG              | FG%              | 3P%              | FT%              | RPG              | APG              | SPG              | BPG              | PPG              | GP             | GS             | MPG            | FG%            | 3P%            | FT%            | RPG            | APG            | SPG            | BPG            | PPG            |
| ---------------------------------------------------------------------------------------- | ----------- | ---------------- | ---------------- | ---------------- | ---------------- | ---------------- | ---------------- | ---------------- | ---------------- | ---------------- | ---------------- | ---------------- | -------------- | -------------- | -------------- | -------------- | -------------- | -------------- | -------------- | -------------- | -------------- | -------------- | -------------- |
| 1986/87                                                                                  | Финикс      | 80               | 3                | 19,5             | 45,4             | 27,9             | 77,7             | 2,3              | 4,5              | 0,9              | 0,1              | 5,3              | Не участвовал  | Не участвовал  | Не участвовал  | Не участвовал  | Не участвовал  | Не участвовал  | Не участвовал  | Не участвовал  | Не участвовал  | Не участвовал  | Не участвовал  |
| 1987/88                                                                                  | Финикс      | 82               | 49               | 27,4             | 50,6             | 29,3             | 82,2             | 3,2              | 6,6              | 1,3              | 0,1              | 9,5              | Не участвовал  | Не участвовал  | Не участвовал  | Не участвовал  | Не участвовал  | Не участвовал  | Не участвовал  | Не участвовал  | Не участвовал  | Не участвовал  | Не участвовал  |
| 1988/89                                                                                  | Финикс      | 78               | 73               | 31,9             | 49,5             | 33,3             | 82,6             | 3,4              | 6,0              | 1,7              | 0,1              | 13,5             | 12             | 12             | 31,2           | 49,7           | 0,0            | 84,0           | 5,8            | 5,2            | 1,3            | 0,3            | 14,1           |
| 1989/90                                                                                  | Финикс      | 67               | 60               | 34,0             | 53,6             | 40,8             | 85,6             | 4,7              | 5,0              | 1,7              | 0,2              | 17,6             | 16             | 16             | 36,4           | 51,1           | 25,0           | 93,2           | 3,9            | 4,6            | 1,5            | 0,0            | 18,6           |
| 1990/91                                                                                  | Финикс      | 80               | 76               | 34,2             | 51,8             | 41,8             | 89,7             | 4,0              | 5,1              | 1,4              | 0,2              | 16,9             | 4              | 4              | 36,3           | 43,1           | 50,0           | 92,9           | 6,3            | 2,0            | 0,8            | 0,5            | 18,3           |
| 1991/92                                                                                  | Финикс      | 81               | 81               | 37,9             | 51,2             | 43,9             | 88,6             | 5,0              | 5,1              | 2,0              | 0,4              | 20,1             | 8              | 8              | 42,9           | 48,4           | 47,1           | 91,2           | 6,4            | 5,3            | 1,8            | 0,3            | 20,4           |
| 1992/93                                                                                  | Филадельфия | 79               | 78               | 36,2             | 47,0             | 39,0             | 86,5             | 4,3              | 6,9              | 1,7              | 0,3              | 19,1             | Не участвовал  | Не участвовал  | Не участвовал  | Не участвовал  | Не участвовал  | Не участвовал  | Не участвовал  | Не участвовал  | Не участвовал  | Не участвовал  | Не участвовал  |
| 1993/94                                                                                  | Филадельфия | 53               | 53               | 37,6             | 45,5             | 31,3             | 87,3             | 4,0              | 5,9              | 1,8              | 0,2              | 16,6             | Не участвовал  | Не участвовал  | Не участвовал  | Не участвовал  | Не участвовал  | Не участвовал  | Не участвовал  | Не участвовал  | Не участвовал  | Не участвовал  | Не участвовал  |
| 1993/94                                                                                  | Юта         | 27               | 9                | 30,6             | 50,9             | 42,9             | 89,1             | 2,5              | 3,9              | 1,2              | 0,1              | 14,6             | 16             | 16             | 34,9           | 47,5           | 44,1           | 91,2           | 2,4            | 4,0            | 1,5            | 0,4            | 15,4           |
| 1994/95                                                                                  | Юта         | 81               | 81               | 33,3             | 51,4             | 40,6             | 88,2             | 2,6              | 4,3              | 1,6              | 0,2              | 16,5             | 5              | 5              | 35,6           | 51,0           | 53,8           | 78,6           | 1,2            | 4,0            | 1,6            | 0,2            | 14,0           |
| 1995/96                                                                                  | Юта         | 82               | 59               | 31,6             | 50,2             | 46,6             | 89,3             | 2,5              | 4,1              | 1,3              | 0,2              | 15,2             | 18             | 18             | 35,8           | 50,2           | 58,6           | 89,0           | 3,6            | 3,3            | 1,1            | 0,2            | 17,5           |
| 1996/97                                                                                  | Юта         | 82               | 82               | 31,6             | 48,2             | 36,9             | 89,9             | 2,9              | 4,4              | 1,5              | 0,3              | 14,5             | 20             | 20             | 35,2           | 43,3           | 35,8           | 87,6           | 4,5            | 3,7            | 1,1            | 0,2            | 14,6           |
| 1997/98                                                                                  | Юта         | 80               | 80               | 30,8             | 48,2             | 44,1             | 88,5             | 3,4              | 4,4              | 1,4              | 0,2              | 14,2             | 20             | 20             | 31,8           | 41,6           | 46,7           | 84,6           | 2,5            | 3,2            | 1,0            | 0,2            | 10,9           |
| 1998/99                                                                                  | Юта         | 48               | 48               | 29,9             | 47,7             | 42,0             | 89,3             | 3,3              | 4,0              | 1,1              | 0,3              | 12,2             | 11             | 11             | 27,6           | 46,2           | 38,9           | 87,9           | 3,7            | 2,4            | 1,0            | 0,0            | 12,2           |
| 1999/00                                                                                  | Юта         | 77               | 77               | 27,7             | 49,2             | 47,8             | 95,0             | 2,4              | 2,6              | 0,9              | 0,2              | 12,4             | 10             | 10             | 29,7           | 42,2           | 40,9           | 83,3           | 3,0            | 3,3            | 1,0            | 0,0            | 11,5           |
|                                                                                          | Всего       | 1077             | 909              | 31,5             | 49,6             | 40,3             | 87,7             | 3,4              | 4,9              | 1,4              | 0,2              | 14,5             | 140            | 140            | 34,0           | 47,0           | 43,3           | 88,6           | 3,8            | 3,8            | 1,2            | 0,2            | 14,9           |
| Наведите курсор мыши на аббревиатуры в заголовке таблицы, чтобы прочесть их расшифровку. |             |                  |                  |                  |                  |                  |                  |                  |                  |                  |                  |                  |                |                |                |                |                |                |                |                |                |                |                |